# An American Family
An American Family (« Une Famille américaine », en anglais) est une série documentaire américaine de douze épisodes d'une heure, créée et produite par Craig Gilbert, filmée du 30 mai au 31 décembre 1971 par Susan et Alan Raymond, et diffusée en 1973 sur le réseau de télévision PBS.

## Participants
Les participants sont Bill Loud ; son épouse, Patt ; et leurs cinq enfants : Lance, Kevin, Grant, Dalilah et Michele.

## Temps fort
Lance Loud, le fils aîné de la famille, annonce volontairement son homosexualité, devenant ainsi la « première personne ouvertement homosexuelle » à appaître à la télévision comme « membre à part entière d'une famille américaine ».

## Réception
L'anthropologue américaine Margaret Mead (1901-1978) a vu dans An American Family un évènement majeur, « aussi important que la naissance du drame ou l'invention du roman ». Le philosophe français Jean Baudrillard (1929-2007) y a vu « la dissolution de la télévision dans la vie et la dissolution de la vie dans la télévision ».

## Influences
« Protoptype » des émissions de téléréalité, An American Family est parfois présentée comme le premier programme télévisé de ce genre à avoir été diffusé.